# Tsuki
Tsuki (突き, tsuki ), est un mot japonais qui peut se traduire par "poussée", dérivant du verbe tsuku (突く) qui signifie "pousser".

## Karaté

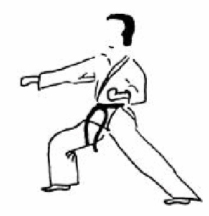
Oi-tsuki

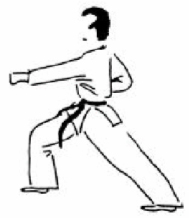
Gyaku-tsuki

En karaté, tsuki (ou zuki) désigne le coup de poing. Il est toujours utilisé dans des mots composés précisant le bras avec lequel est effectué la frappe, ainsi que la hauteur de celle-ci. Ainsi oi-tsuki désigne le coup de poing donné du même côté que la jambe avant, et gyaku-tsuki celui donné avec le bras du côté opposé à la jambe avant. Pour la hauteur de la frappe, on dira oi-tsuki jōdan pour une frappe au visage, et oi-tsuki chūdan pour une frappe au buste. Le yama-tsuki est un double coup de poing en forme de U.

## Kendo
Le Tsuki est l'une des cinq zones de frappe (datotso-bui) au kendo (les autres étant le men, le do, hidari kote et migikote). Il s'agit d'une poussée, d'une avancée brusque de la pointe du shinai vers la gorge de l'adversaire, dans le but de sectionner l'artère carotide. En combat réel (avec un vrai katana), cette attaque provoquerait une hémorragie fatale à l'adversaire. Contrairement à la plupart des autres arts martiaux, en kendo, le terme tsuki (comme les termes désignant les autres attaques) est un terme commun à l'attaque elle-même ainsi qu'à la cible de celle-ci. Le kiai du tsuki, contrairement aux autres attaques n'est pas la cible (le cou, ou kubi) mais le nom de cette attaque (tsuki).
La zone de frappe (datotso-bui) du tsuki est le tsuki-bu, un ensemble de pièces de cuir attaché au men et qui protège la gorge.
On peut porter un tsuki soit avec la main gauche (katate-zuki, 片手突き) ou bien les 2 mains. L'attaque avec la main droite katate-zuki n'est pas conventionnelle, et raccourcit la distance d'attaque, vu que la main droite est positionnée au-dessus de la gauche sur la poignée du shinai (épée en bambou). Généralement, le tsuki n'est pas autorisé aux débutants en Keiko (combat), vu que le geste doit être maitrisé pour ne pas dévier et frapper des zones vitales.

## Sources
- (en) Cet article est partiellement ou en totalité issu de l’article de Wikipédia en anglais intitulé « Tsuki » (voir la liste des auteurs).